# M35 (Машрік)
M35 — основна дорога з півночі на південь у міжнародній мережі доріг Арабського Машріку, що проходить через центр Аравійського півострова. Дорога починається в Аммані, а потім пролягає через Ель-Азрак, Сакаку, Хаіль, Бурайду та Ер-Ріяд до Ель-Харджа. Дорога пролягає через дві країни, а саме Йорданію та Саудівську Аравію.
M35 також є частиною M40 між Амманом і Ель-Азраком.

## Номери національних доріг
M35 пролягає з півночі на південь наступними національними дорогами:
| Номер             | Маршрут                    |
| Йорданія          | Йорданія                   |
| ----------------- | -------------------------- |
| 30                | Алеппо - Саудівська Аравія |
| Саудівська Аравія |                            |
| 65                | Йорданія - Ель-Хардж       |